# Provincia del Tamarugal
La provincia del Tamarugal es una de las dos provincias en la en las que está dividida la región de Tarapacá. El origen de esta provincia de Chile se encuentra en la Ley N°20175, que también crea la región de Arica y Parinacota, mediante la división de la antigua I Región de Tarapacá en 2 provincias, provincia de Iquique y Provincia del Tamarugal.

## Historia
La ley que creó esta provincia fue promulgada el 23 de marzo de 2007 por la presidenta Michelle Bachelet en la ciudad de Arica, y publicado en el Diario Oficial el 11 de abril de 2007. Entró en vigor el 8 de octubre de 2007, en un acto realizado en la antigua oficina salitrera Santiago Humberstone. En ese acto donde asistieron las autoridades regionales asume la primera Gobernadora de Tamarugal, la geógrafa Gabriela Hip Hidalgo (PS), quien debió liderar el proceso de instalación de los servicios públicos provinciales y de la propia Gobernación.

## Geografía
La provincia del Tamarugal, limita al norte con la región de Arica y Parinacota, específicamente las comunas de Camarones y Putre, por el sur con la región de Antofagasta, con las comunas de Tocopilla, María Elena, Calama y Ollagüe, por el este posee el límite internacional con Bolivia y por el oeste con el océano Pacífico y la comuna de Iquique y de Alto Hospicio, pertenecientes a la provincia de Iquique. La orografía provincial se caracteriza por la presencia del altiplano, la depresión intermedia donde se emplaza el desierto de Atacama (que es el más árido del mundo) y el farellón costero, destacando en ella la localidad de Pisagua como la única costera perteneciente a la comuna de Huara.

### Demografía
| Población total | Población urbana | Porcentaje urbanismo | Población rural | Porcentaje ruralidad | Población femenina | Población masculina |
| --------------- | ---------------- | -------------------- | --------------- | -------------------- | ------------------ | ------------------- |
| 22.531          | 11.876           | 52,7%                | 10.655          | 47,3%                | 8.356              | 14.175              |

## Economía
En 2018, la cantidad de empresas registradas en Tamarugal fue de 324. El Índice de Complejidad Económica (ECI) en el mismo año fue de -1.01, mientras que las actividades económicas con mayor índice de Ventaja Comparativa Revelada (RCA) fueron Fabricación de Maquinaria para Elaboración de Prendas Textiles, de Vestir y Cueros (587,25), Transporte de Pasajeros en Vehículos de Tracción Humana y Animal (181,07) y Extracción de Nitratos y Yodo (167,46).

## Administración
La Provincia del Tamarugal, la segunda más extensa de Chile con cerca de 40 000 km². Las autoridades son nombradas directamente por el Presidente de la República y se mantienen en su cargo mientras cuenten con su confianza.

### Gobernadores Provinciales (2007-2021)
Los siguientes fueron los gobernadores provinciales del Tamarugal.

Logotipo de la Gobernación de Tamarugal hasta 2021.

| Gobernador(a)            | Partido | Partido | Inicio                  | Final                   | Presidente(a) | Presidente(a)     |
| ------------------------ | ------- | ------- | ----------------------- | ----------------------- | ------------- | ----------------- |
| Gabriela Hip Hidalgo     |         | PS      | 8 de octubre de 2007    | 11 de marzo de 2010     |               | Michelle Bachelet |
| Espártago Ferrari Pavez  |         | RN      | 17 de marzo de 2010     | 30 de enero de 2013     |               | Sebastián Piñera  |
| Robinson Rivera Vicuña   |         | Ind.    | 20 de febrero de 2013   | 11 de marzo de 2014     |               | Sebastián Piñera  |
| Claudio Vila Bustillos   |         | PCCh    | 11 de marzo de 2014     | 10 de noviembre de 2016 |               | Michelle Bachelet |
| Patricio Villablanca (s) |         | Ind.    | 10 de noviembre de 2016 | 18 de noviembre de 2016 |               | Michelle Bachelet |
| Rubén Moraga Mamani      |         | PCCh    | 18 de noviembre de 2016 | 11 de marzo de 2018     |               | Michelle Bachelet |
| Luis Tobar Toledo        |         | Evópoli | 11 de marzo de 2018     | 6 de marzo de 2020      |               | Sebastián Piñera  |
| Jussef Araya Leiva       |         | Evópoli | 7 de marzo de 2020      | 9 de febrero de 2021    |               | Sebastián Piñera  |
| Natan Olivos Núñez       |         | Evópoli | 9 de febrero de 2021    | 14 de julio de 2021     |               | Sebastián Piñera  |

### Delegado Presidencial Provincial (Desde 2021)
Nuevo cargo que reemplaza la figura de Gobernador provincial.

Logotipo de la Delegación Presidencial Provincial del Tamarugal desde 2021.

| Delegado(a)              | Partido | Partido | Inicio              | Final               | Presidente(a) | Presidente(a)    |
| ------------------------ | ------- | ------- | ------------------- | ------------------- | ------------- | ---------------- |
| Natan Olivos Núñez       |         | Evópoli | 14 de julio de 2021 | 11 de marzo de 2022 |               | Sebastián Piñera |
| Luz González Millas      |         | COM     | 11 de marzo de 2022 | 6 de abril de 2023  |               | Gabriel Boric    |
| Camila Castillo Guerrero |         | RD      | 20 de mayo de 2023  | En el cargo         |               | Gabriel Boric    |
| Camila Castillo Guerrero | FA      |         | 20 de mayo de 2023  | En el cargo         |               | Gabriel Boric    |

## Comunas
- Camiña, capital Camiña.
- Colchane, capital Colchane.
- Huara, capital Huara.
- Pica, capital Pica.
- Pozo Almonte, capital Pozo Almonte

## Galería de imágenes

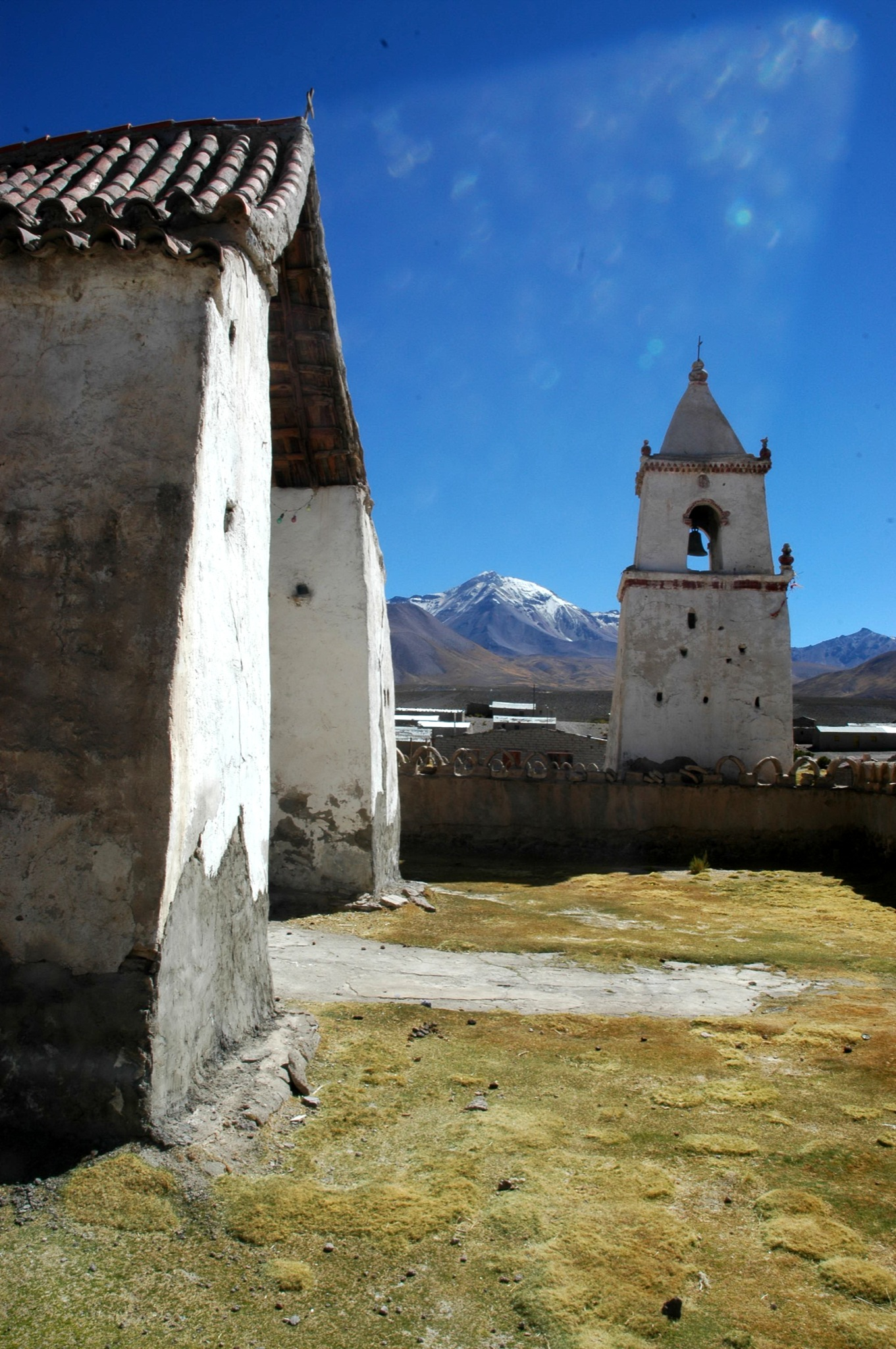
Isluga.
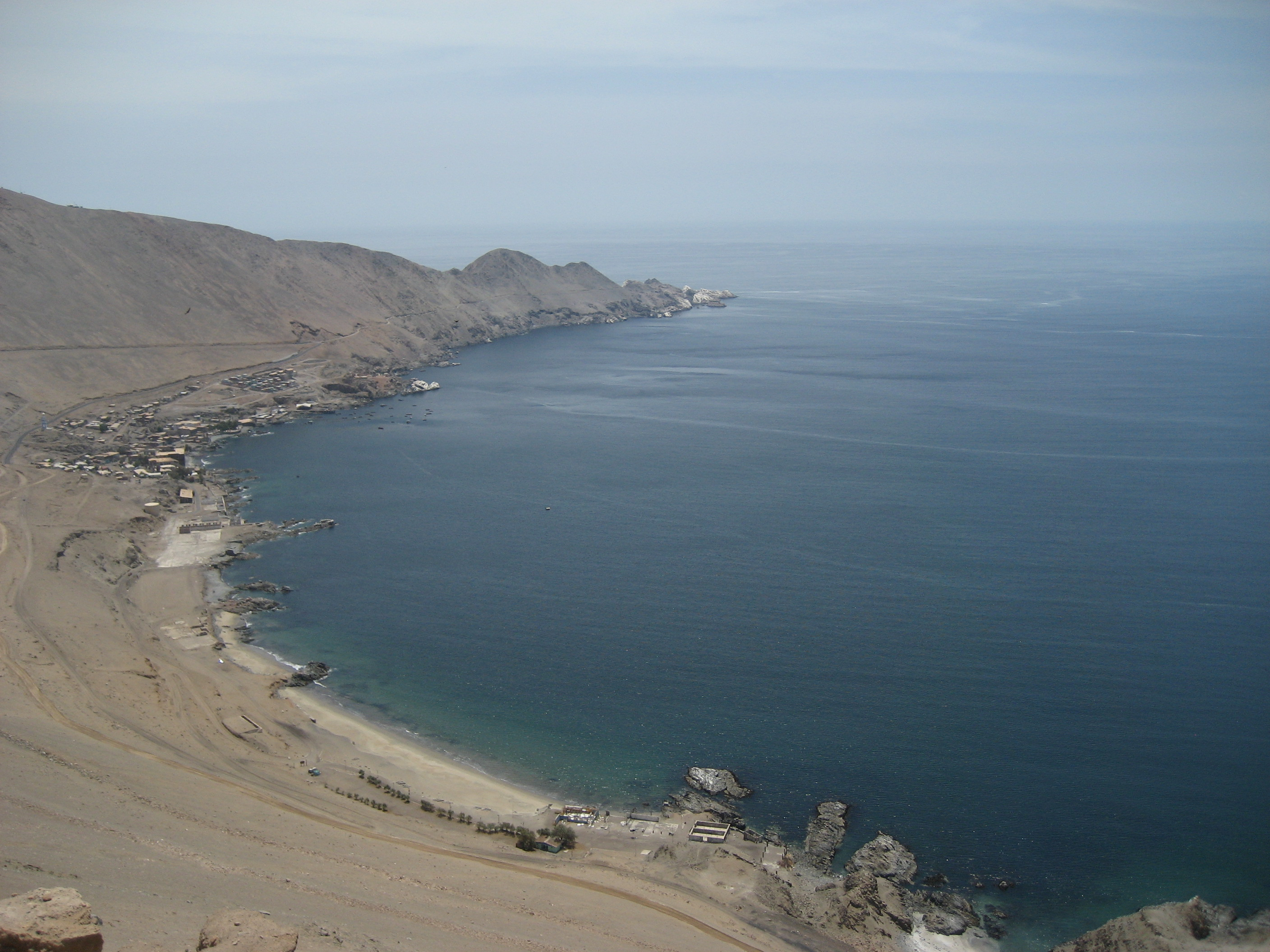
Punta Pichalo, Pisagua.
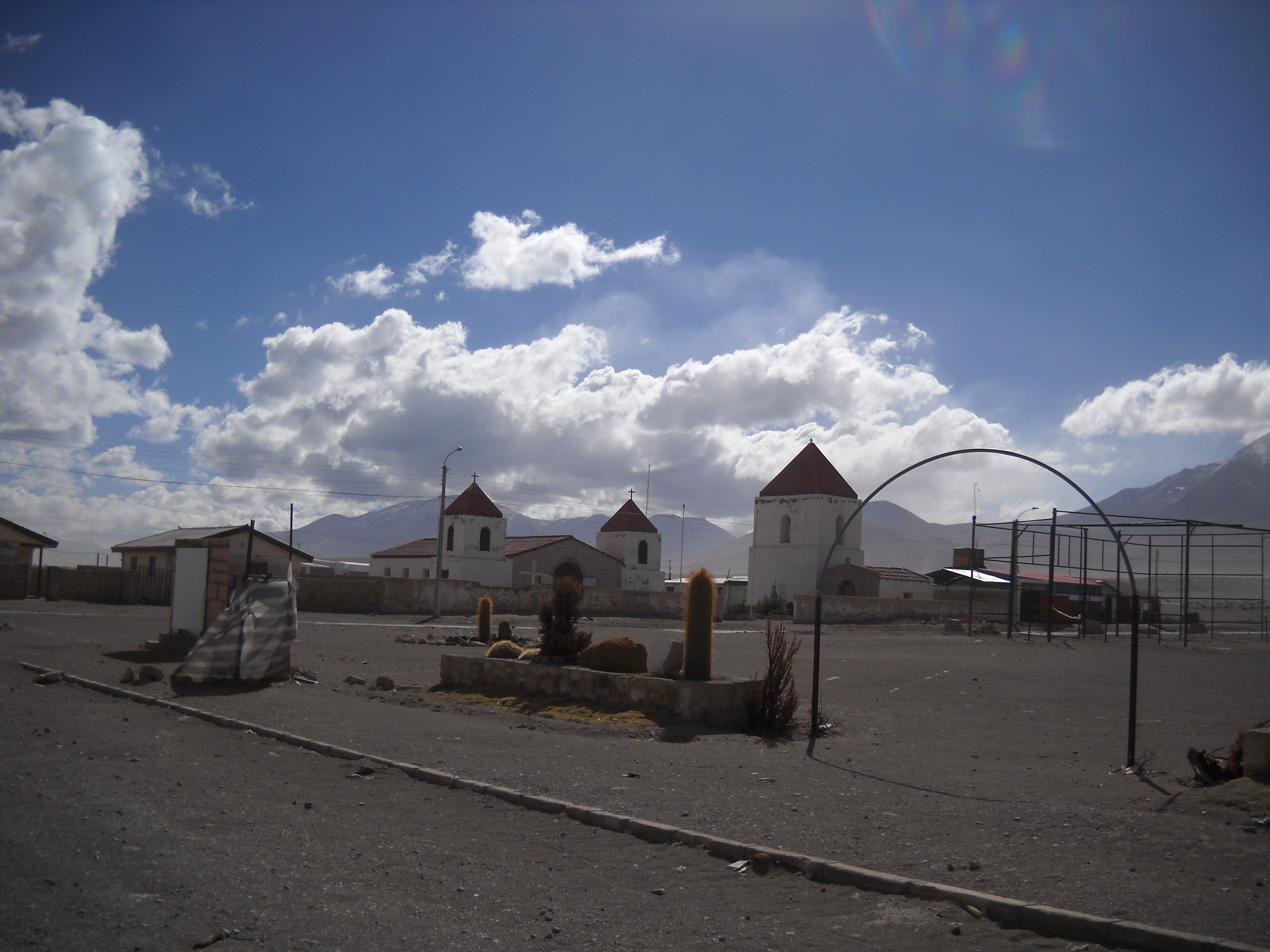
Colchane.
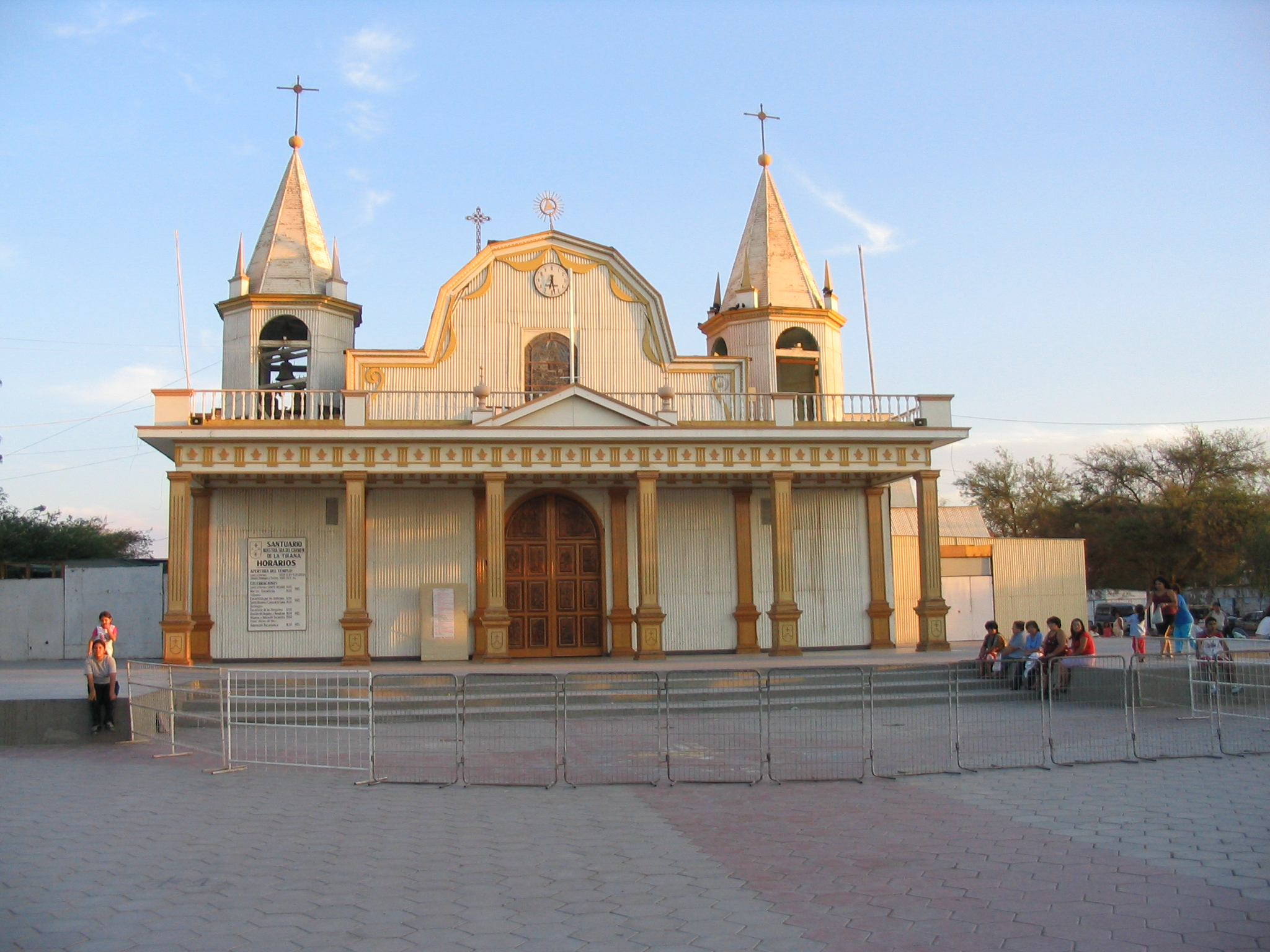
Iglesia de La Tirana, en la comuna de Pozo Almonte.
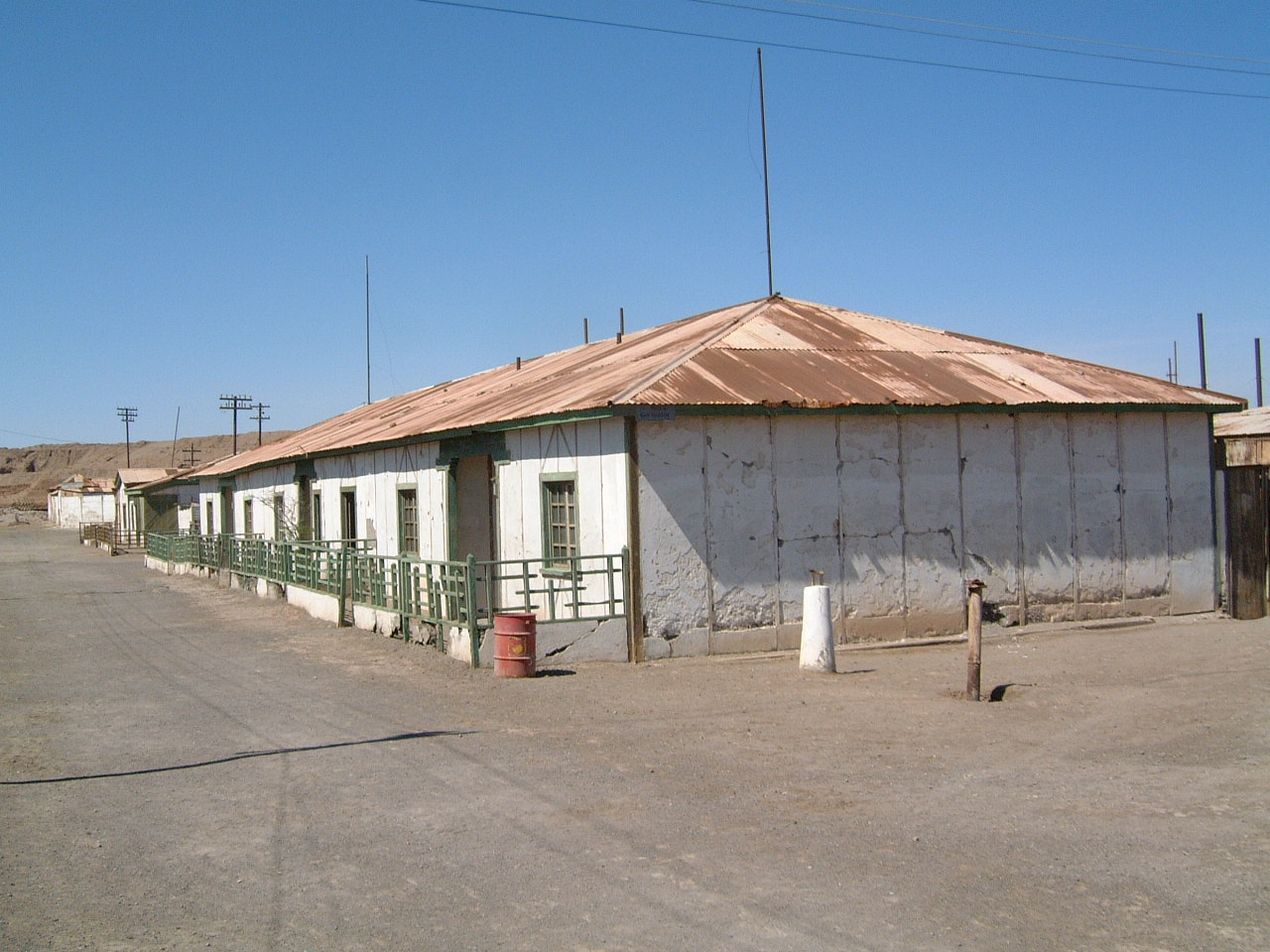
Oficina salitrera Humberstone.